# Message of Love
Message of Love är ett musikalbum av Louise Hoffsten från 1991.

## Låtlista
| Nr           | Titel                | Längd |
| ------------ | -------------------- | ----- |
| 1.           | Message Of Love      | 4:03  |
| 2.           | Slowburn             | 4:36  |
| 3.           | Get Out Of My Heart  | 3:18  |
| 4.           | That's What I Get    | 4:43  |
| 5.           | Permission To Land   | 3:48  |
| 6.           | One Step Back        | 4:36  |
| 7.           | Warm And Tender Love | 4:19  |
| 8.           | Forever              | 3:46  |
| 9.           | Talking To Myself    | 3:08  |
| 10.          | State Of Mind        | 4:33  |
| Total längd: | Total längd:         | 40:50 |

## Listplaceringar
| Lista (1991) | Topplacering |
| ------------ | ------------ |
| Sverige      | 15           |